# Testerià
El Testerià és un sistema d'escriptura pictogràfic usat fins al segle xix per missioners que volien ensenyar la doctrina cristiana als indígenes de Mèxic, que no coneixien el sistema d'escriptura alfabètica. Se n'atribueix la invenció a Jacobo de Testera, un franciscà que va arribar a Mèxic el 1529.